# ムハンマド・ムルシー
ムハンマド・ムハンマド・ムルシー・イーサー・エル＝アイヤート（アラビア語: محمد محمد مرسي عيسى العياط, ラテン文字転写: Mohammed Mohammed Mursi Essa el Ayyat、1951年8月20日 - 2019年6月17日）は、エジプトの学者、政治家。学位は工学博士（南カリフォルニア大学・1982年）。名前について日本語メディアは、モルシやムルシ、一部中東専門家はムルスィーと表記している。人民議会議員として自由と公正党の党首を務めた。

## 概要
アラブの春における民主化後では最初となるエジプト大統領に選出されるが、政教分離などの世俗的な価値観が浸透していた にもかかわらずイスラム主義に基づいた統治を進めた結果、モハメド・エルバラダイら国内の世俗派から強い反発を受けた。政権後半にはイスラム主義に基づいた新憲法制定を目指した事で大規模な反政府運動が発生し、最終的に政権担当能力を疑問視したアブドルファッターフ・アッ＝シーシー国防大臣らによるクーデターにより解任され、身柄を拘束された（2013年エジプトクーデター）。その後死刑判決を受けるも、2016年11月の最高裁判決で死刑判決が事実上覆り、2017年終身刑にあたる禁錮20年の判決が下った。2019年6月17日に法廷の審問後に倒れ死去。67歳没。

## 経歴

### 生い立ち
シャルキーヤ県アル＝アドワ村の農家に生まれる。1975年にカイロ大学工学部を卒業後、1978年に同大学で工学修士、1982年に南カリフォルニア大学において工学博士を取得。1982年から1985年までカリフォルニア州立大学ノースリッジ校の助教授となり、その間、エンジニアとしてアメリカ航空宇宙局（NASA）に勤務しスペースシャトルの開発業務に助手として参加していたこともある。1985年にエジプトに帰国しザガジグ大学の教授となり、2010年まで務めた。
2000年の人民議会選挙において無所属で当選し、2005年までムスリム同胞団議員団長を務めた。2011年の革命後にムスリム同胞団が母体となって設立された自由と公正党の党首に選ばれる。

### 2012年大統領選挙
エジプト革命後に行われる大統領選挙には当初、自由と公正党は同胞団副団長だったハイラト・シャーテルを擁立した が、シャーテルは2011年3月に服役を終えたばかりであった。大統領選挙出馬のためには刑期終了から6年以上経過している必要があるとして失格とされ、異議申し立ても却下された。

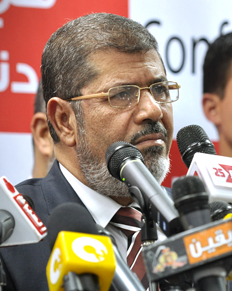
2012年6月18日、大統領選挙後の会見にて

その結果、シャーティルが失格となる可能性があったことから、念のため立候補の届け出をしていたムルシーが、自由公正党の候補となった。5月22日及び23日に行われた第一回目の投票で1位（得票数5,764,952票、得票率24.78％）となり、上位二人による決選投票へ駒を進めた。
第1回の得票率は25パーセントに満たなかったが、決選投票では、世俗、リベラル、左翼の諸勢力も、反アフマド・シャフィークのために結束。決選投票翌日の6月18日には独自集計により勝利宣言を行った（対立候補のアフマド・シャフィーク元首相はこれを認めず）。6月24日、選挙管理委員会により大統領選挙の勝者と正式に認定された。得票数は13,230,131票（得票率51.73%）。この当選に伴い、ムスリム同胞団及び自由と公正党から脱退した。

### 大統領として

#### 内政

##### 政権人事
6月30日に最高憲法裁判所で宣誓を行い、大統領に就任した。前述の通り穏健派とはいえイスラム主義政党からの当選であった事から、世俗派からの懸念が持たれていた。7月24日、ヒシャーム・カンディール水資源灌漑大臣を首相に任命し、組閣を命じた。8月27日、女性1人、コプト1人、サラフィー主義者1人を含む4人の大統領補佐官と17人の大統領顧問を任命した。9月6日、中央監査局長に、改革派判事のヒシャーム・ゲニーナを任命した。12月22日、諮問評議会（上院）の大統領任命枠90人を発表した。90人のうちの75％が非イスラーム主義系であり、12人のコプトが含まれている など、議会や閣僚人事ではイスラム主義を弱める姿勢を見せた。
しかし一方で各地の知事や中央省庁に対しては自らの出身母体であるムスリム同胞団のメンバーを次々と幹部として送り込み、統制を進めていたため、身内びいきの人事として国民の反発を招いた。また、知事職に関してもムスリム同胞団やイスラム主義者を任命し、軍の影響力を弱めようとした。一方、官僚組織においては同胞団出身の人材は政治や行政についての技能や経験を持たない者ばかりだったため、政府機能が停滞することとなった。取り分け情報通信技術省では局長級の幹部職に至るまでムスリム同胞団メンバーによって占められた事で決済業務が停滞し、インターネットサービスプロバイダへの許認可業務が完全にストップするなど各所で混乱が見られた。
アブドルメギード・マハムード検事総長の解任や、反ムルシー政権の裁判官を退任させるための定年引下げを試み、司法権からの反発を受け、アル＝アズハル大学が持っていた人事権への介入などを画策したことから、宗教的権威からの反発も受けた。そもそも司法は大統領選挙決選投票直前にイスラーム勢力が多数を占めた議会を、選挙法が違憲との理由で解散に追い込むなどしてきた旧政権支持の強い勢力であり、アズハルの総長アハマド・タイイブもムバーラクによって総長に任命された人物である事から、元々ムルシー政権とは距離を取っていた。

##### 憲法
8月12日、軍最高評議会が大統領選挙決選投票直前に発布した、大統領権限を縮小し自らに立法権などを付与することを定めた暫定憲法の破棄を発表するとともに、ムハンマド・フセイン・タンターウィー国防大臣兼軍最高評議会議長及びサーミー・ハーフィズ・アナーン参謀総長、海軍、空軍、防空軍の司令官を解任した。その上で、軍部の定めた暫定憲法に代わり大統領権限を強化した新たな暫定憲法を発表し、副大統領に破毀院幹部で反ムバーラク派として知られたマフムード・メッキー判事を任命した。また、ムルスィー大統領は次回の人民議会選挙まで立法権を大統領が有するとする大統領令を発表した。これら一連の動きは、一部エジプトメディアから、ムルシーによる軍最高評議会に対するクーデターと表現された。一方で、このムルシーの決断は、大統領選挙を争ったアブドルモネイム・アブールフトゥーフをはじめとする幅広い政治家、政治勢力から歓迎された。
11月22日、次期人民議会選挙まで大統領の命令・決定を裁判所が一切覆すことは出来ないこと、憲法起草にあたっている憲法制定委員会と上院（諮問評議会）に対し裁判所が解散命令を出せぬようにすることなどを盛り込んだ大統領権限強化の暫定憲法の新条項を発表した。これに対して、反大統領派からは「新たなファラオと化した」（立憲党のエル＝バラダイ）など独裁化を懸念する批判の声があがり、翌23日にはこの決定に反発する抗議運動が各地で行われ、いくつかの都市では自由公正党の事務所が襲撃された。新条項の内容は、大統領決定の憲法例や法令に異議申し立てが出来ず、司法機関から上院に当たる諮問評議会と憲法制定委員会の解散権をはく奪。また、大統領が国家と革命を守るために必要な措置を講じることが可能というもの。
新条項は、2011年から2012年にかけた行われた人民議会選挙でイスラーム主義勢力（同胞団だけでなくヌール党やワサト党も含む）が約7割を占める圧勝した結果としてイスラム主義者で起草委員が占められた新憲法起草員会に対し、裁判所が違憲判決を出すことを防ぐ目的であったが、新憲法案の採決及び大統領の承認の手続きを済ませたため当初の目的を達し有名無実化。
12月8日には、大統領令が司法判断の対象になるとする新たな憲法令を出し、11月に出した憲法令を撤回した。
しかし裁判所の介入を強権的に回避して作成された新憲法案に反発したリベラル派やコプト教徒、野党連合が拒否する中で、新憲法案への国民投票を強行。
その後、憲法起草委員会で採決された新憲法案が12月15日及び22日に国民投票にかけられ、63.8%の賛成を得て承認された ものの、リベラル派やコプト教徒、野党などは憲法起草のやり直し及び大統領退陣を求め、国民投票を拒否しており、投票率は33％にとどまったと指摘する者があるが、実際には反対派は直前になりボイコットから反対投票への呼びかけに戦略を転換しており、33%という数字も2011年の憲法改正投票における投票率の41.2% との比較から見ればさほど低いものではない。また、比較的反対派（世俗派）が強い都市部中心に行われた第1回投票で賛成票が多数を占め賛成派の勝利が確定的となったことから、イスラーム主義の支持が強い地方部中心の第2回投票での投票率が伸び悩んだ可能性もある。

##### 経済・財政
大統領としての任期中に2000億ドルの直接投資を受け入れるとの公約を掲げていたが、達成には程遠い状況となった。大統領就任後の9か月間での直接投資はわずか14億ドルにとどまり、公約との間で極めて大きな乖離が生じていた。また、燃料の安定供給を図るとの方針を打ち出したが、外貨不足により実現できず、燃料不足による停電が頻発、給油所には長蛇の列が生じるなど国民生活にも影響が及んだ。さらに、ムバラク政権下の警察国家により抑えられていた政府活動、宗派対立、通常犯罪が増加し、治安が急速に悪化し、観光業収入や直接投資の急激な落ち込みで外貨不足となった。ムルシー政権下では、初めて外貨準備が150億ドルを下回り、輸入額の3倍を割り込む危機的状況となった。財政再建にも踏み切れなかったため国際通貨基金からの援助も得られないまま、通貨が急落し、食料品などの価格が急騰した。その結果、物価水準が一年で10%も上昇するなど混乱が生じ、失業率の上昇、経済成長率の鈍化、など経済指標は悪化の一途をたどった。経済成長率は、ムバーラク政権崩壊直後にマイナス4.3パーセントまで落ち込んだのちも大きな改善を見せなかった。政権末期の2013年には既に危機的状況になっていた外貨準備がさらに悪化し、インフレーションも加速した。また、ポピュリズム政策として少なくとも70億円に及ぶ債務免除を「国民へのプレゼント」として農民に対し行い財政状況をさらに悪化させたり、最低賃金を急激に上昇させ、経済的混乱に拍車をかけた。
以上のような報道や指摘があるが、インフレ率はムルシー政権成立前の2008年から2011年は全て10%以上の上昇を示しており、ムルシー政権成立後に上昇しているわけではない（2012年に限れば7.1%と改善している）。また、GDP成長率は、会計年度2012/13の1-3四半期（ムルシー政権発足後9ヶ月間）の成長率は2.3%であり、前年度同期の1.8%より上昇している。さらに、観光客数は2012年は前年比17.1%増、2013年1-3月期は政権発足以前の前年同期比で14.6%増となり 観光収入も政権発足後9ヶ月間で前同期比で約14%増加し、2013年上半期の輸出額は、前年同期比17%増となり 貿易赤字も縮小ており、国際収支赤字は、政権発足後の9ヶ月（2012年7月-2013年3月)で、前年同期比81.2%縮小する など、改善していた。また、外貨準備は、政権発足時の2012年6月（大統領就任は6月30日）の時点ですでに155.3億ドルの水準まで下落していたのであり、2013年5月には外国からの支援もあって160億ドルの水準を回復していた。また、歳出規模から見れば70億円は大きな額ではない。公務員の最低賃金引き上げが行われたのは、ムルシー政権発足1年も前の2011年6月のことである。

#### 外交

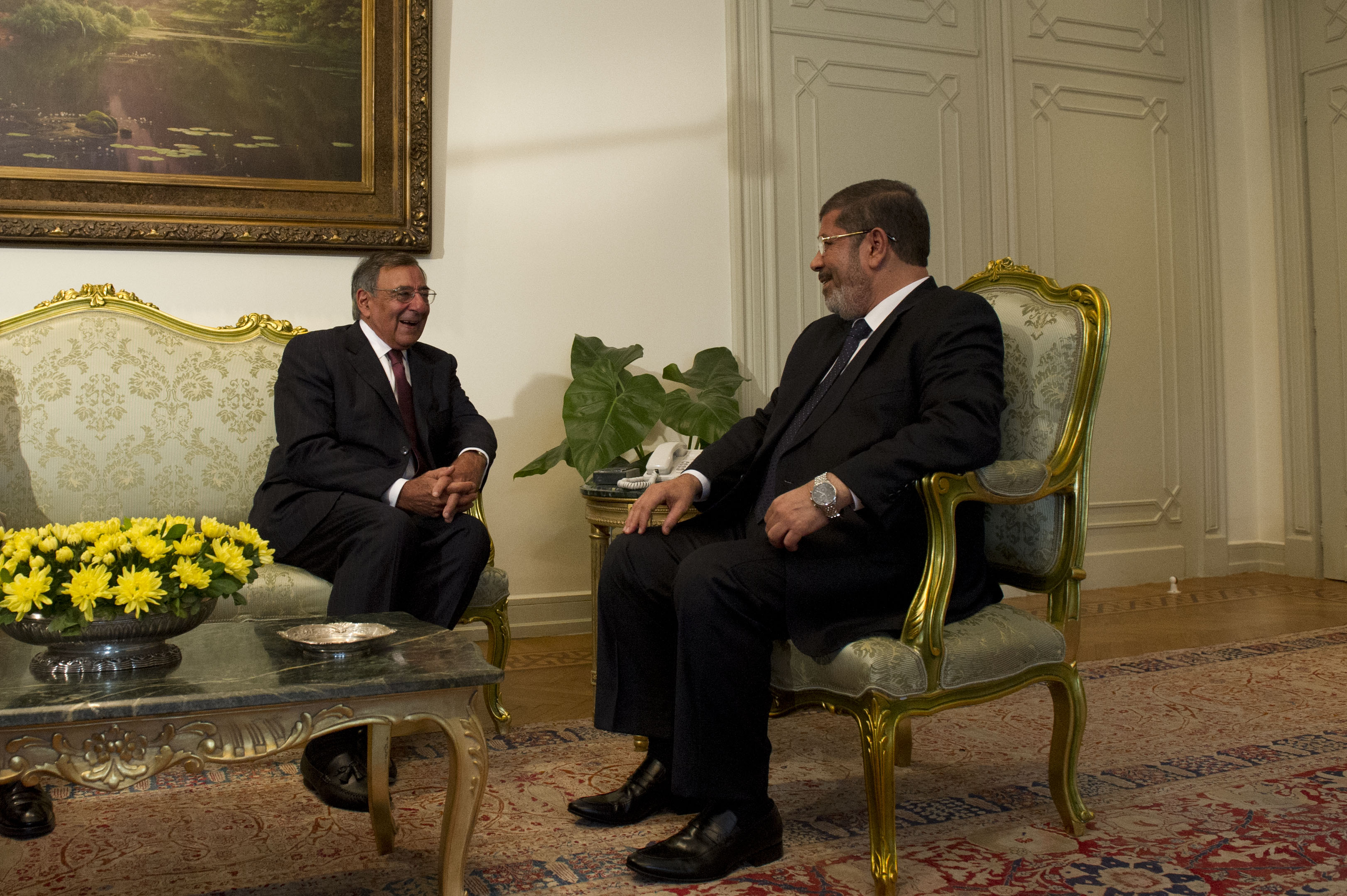
2012年7月31日、アメリカ合衆国国防長官レオン・パネッタ（左）と

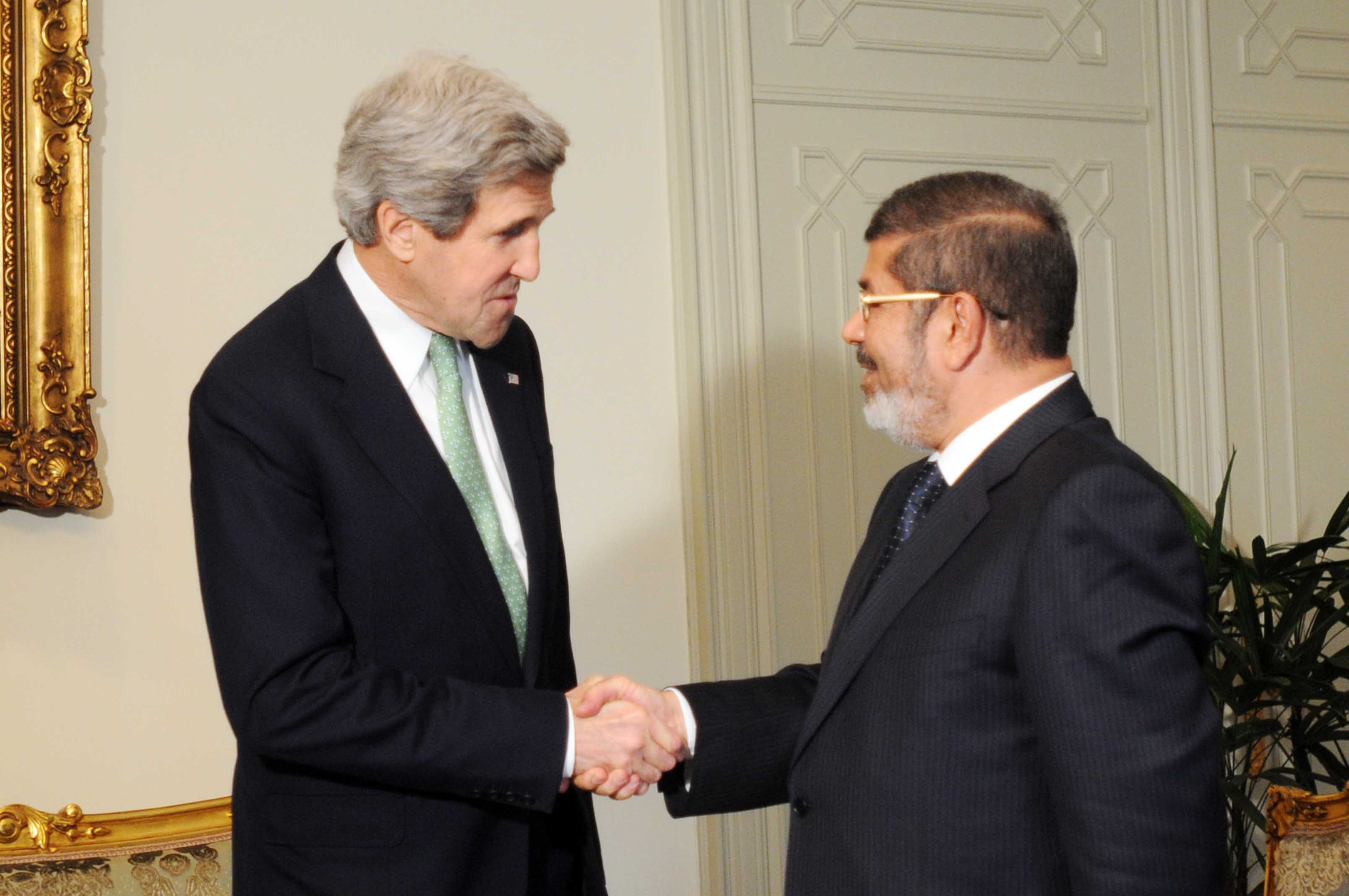
2013年3月3日、アメリカ合衆国国務長官ジョン・ケリー（左）と

2012年6月30日の大統領就任後の演説で、パレスチナ人の権利獲得への支援を表明するとともにシリアでの流血停止を求めた。当選後初の外遊先として7月11日にサウジアラビアを訪問、アブドッラー国王と会談して資金援助を引き出した。
8月28日、イスラーム圏以外で初の外遊先として中国を訪問し、胡錦濤主席と会談、翌29日には習近平副主席や温家宝首相と会談した。この訪中はムルシーは、サウジ訪問と同様に巨額の融資や警察車両300台の供与などの中国の援助を取り付ける意味合いが強かったが、つづくイラン・イスラーム革命後の1980年にモハンマド・レザー・パフラヴィーの亡命受け入れやイスラエルの国家承認をめぐって国交断絶したイランへの訪問（非同盟諸国会議出席のため）とあわせ、中東における地位低下を招いた前ムバーラク政権下の過度な対米追従外交から「バランスの取れた外交関係」への軌道修正と見られている。また、ムルシーはシリア問題でイランも加えたエジプト・トルコ・サウディアラビアの主要関係四カ国による会議を提唱しており、シリアの友人たちに参加してアサド大統領の退陣を求めている一方で、外国による軍事介入には反対する姿勢を示していた。
9月の国連総会出席のため就任後初めて訪米し、26日には日本の野田首相と初めて会談した。
9月30日、大統領就任後初めてトルコを訪問し、同じイスラーム主義系である与党・公正発展党の年次大会に出席した。
11月14日、パレスチナガザ地区で、ハマースの軍事部門幹部アフマド・ジャアバリーがイスラエル軍によって殺害されたことについてイスラエルを批判し、駐イスラエル大使を召還した。さらにヒシャーム・カンディール首相をガザに派遣し、ハマースとの連帯を示した。その一方で、ジャアバリー殺害によって激化したイスラエル・ハマース間の戦闘の停戦交渉を仲介し、11月21日停戦合意を実現させた。国連安全保障理事会は、21日に発表した報道声明において、停戦仲介を行ったムルシーを「強く称賛」、アメリカのバラク・オバマ大統領も同日ムルシーに対する電話において、ムルシーの「停戦成立への尽力と、交渉での個人的な指導力」に謝意を表す などムルシーの外交手腕は各方面から高く評価された。
2013年3月、エジプトの大統領としてはここ50年以上で初めてパキスタンを訪問した。
2013年5月、エジプトの大統領として初めてブラジルを訪問し、ルセフ大統領と会談した。
2013年6月の政権末期には内政の混乱から国民の目を逸らすため、エチオピアから、戦争の可能性を示唆してダム建設阻止を試みた。エチオピアのダム建設問題はスーダンも取水量減少への警戒から反発している外交問題であり、「血流す覚悟」などと強硬な発言を行った。

### エジプト・クーデター
内政外政におけるさまざまな失政を受けて政権批判や、反政権デモが展開されたのに対し、エジプト政府は活動家やジャーナリストを、扇動容疑で逮捕し、2013年5月に国境なき記者団から、報道の自由の破壊者に指定された。そして、6月には大統領への国民の支持率が25パーセントまで低下する事態となった。
国防大臣のアブドルファッターフ・アッ＝シーシーから「もはや、あなたは大統領でない」 と諌められたが、それに対して「おまえを解任してやる」 と反発するなど、軍部とも対立することになり政情不安が深刻化した。2013年7月3日、軍部によるクーデターにより解任され、拘束された。アメリカは政変の進展次第では軍事支援を中止するとしつつも、現時点ではクーデターと呼称する事を避けている。米国は国内法で、クーデターにより権力を奪取した政権には軍事援助しないと決めている。エジプトへの軍事援助を継続するためには、クーデターとは認められないのである。
サウジアラビアのアブドゥッラー・ビン・アブドゥルアズィーズ国王は軍事介入を高く評価し、アブドルファッターフ・アッ＝シーシー国防大臣を「暗いトンネルからエジプトを救い出した」と称賛した。サウジアラビア、クウェート、アラブ首長国連邦は、エジプト軍に年額120億ドルの支援を行い、米国も13億ドルに及ぶ軍への支援を行った。湾岸諸国でもカタールは同胞団を支援してきたが、サウジやUAEなどは同胞団伸張の自国に対する影響を警戒している。
権力を掌握したシーシーは、2014年6月3日、自ら大統領となった。また、ムスリム同胞団を「テロ組織」「テロリスト同胞団」と呼び弾圧し、自由と公正党を解散させ、資産を没収した。
2015年4月21日、首都カイロの刑事裁判所は、2012年の反政権デモ隊への「殺害を扇動した罪」の被疑で、ムルシーに禁錮20年の判決を言い渡した。さらに5月16日、刑事裁判所は、2011年の反政府デモに際し、支持者らに刑務所を襲撃して囚人を脱獄させた被疑で、ムルシーおよびムスリム同胞団幹部・支持者ら105人（あわせて106人）を「死刑に値する」と表明した。エジプトでは、死刑判決は大ムフティー（最高イスラム法官）の意見を聞く必要があるため、この段階では判決ではない（ただし、裁判官は大ムフティーの意見に従う必要はない）。正式判決は6月2日を予定していたが、当日になって判決を6月16日に延期すると発表した。
6月16日、刑事裁判所は脱獄幇助の被疑について、正式に死刑判決を下した。さらに、この死刑とは別に、パレスチナ自治区のハマースやレバノンのヒズボラ、そしてイラン政府のためにスパイ活動を行った被疑でも終身刑となった。ムルシーは無罪を主張し、上訴する構えである。この他、ムスリム同胞団幹部5人についても死刑判決が下された。その後、2016年11月15日には破棄院（最高裁に相当）が脱獄幇助と警察署襲撃事件に対する死刑判決を覆し再審を命じている。
2019年6月17日、裁判での審理中に体調を崩し、カイロの病院に搬送されたがその日のうちに死去した。

## 家族
妻ナグラーとの間に5人の子（息子4人、娘1人）がおり、長男・アフマドは、サウジアラビアで医師をしている。また、孫が3人いる。4人の息子のうち、2人はアメリカ生まれで、エジプトとアメリカの二重国籍を保有している。